# 오층탑
오층탑은 불탑형식 중 하나이다. 층탑이라고 불리는 누각 형식의 불탑 가운데 다섯 개의 층을 가진 것을 말한다. 아래에서 땅(기초), 물(탑신), 불(갓), 바람(신청 꽃), 하늘(구슬)로 이루어진 것으로 각각 5개의 세계 (오대사상)을 나타내며 불교적인 우주관을 나타내고 있다. 한국에는 석탑이 주로 현존하며, 일본에서는 목탑이 전해진다.

## 개요

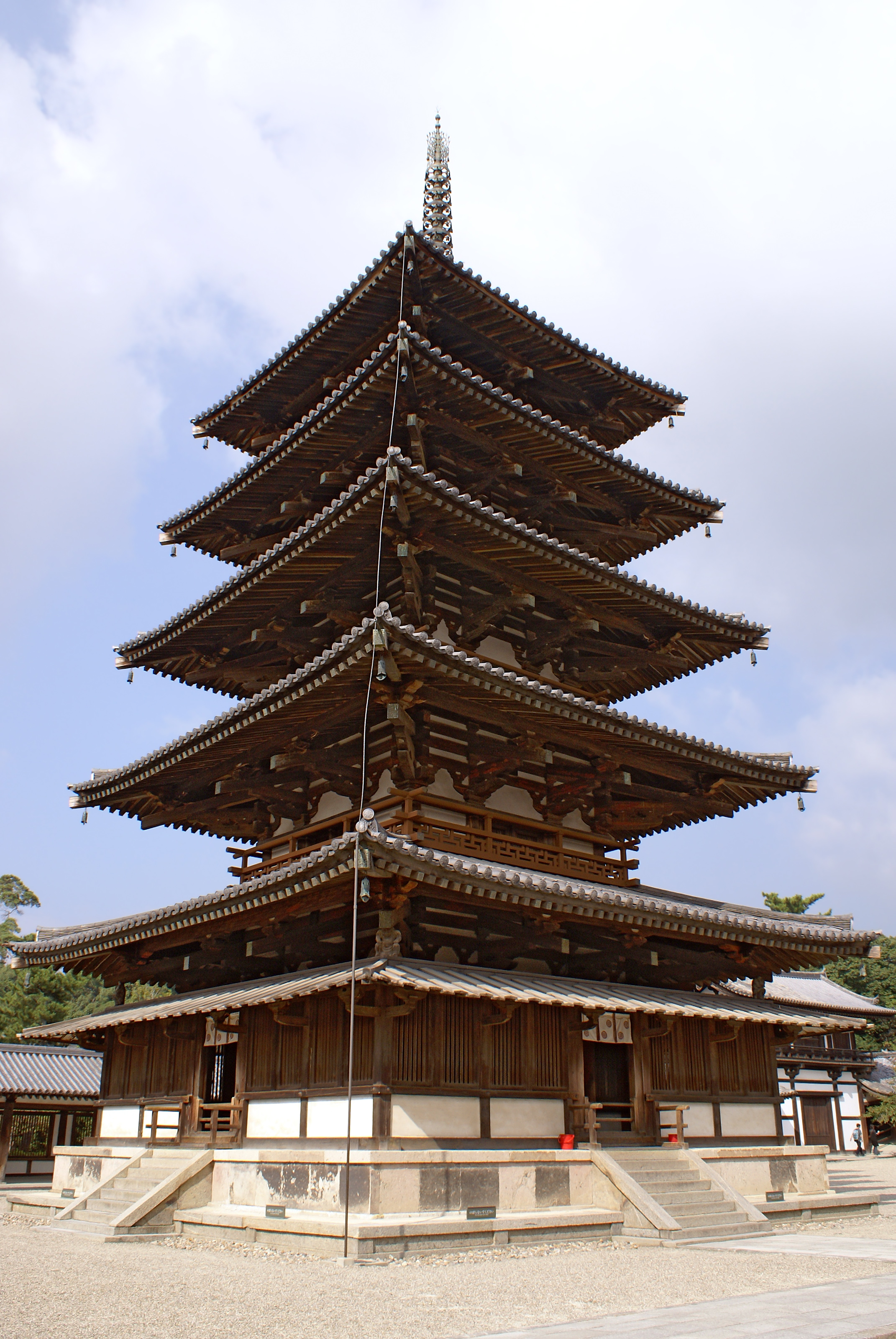
호류지 탑:일본 최고의 5층 탑

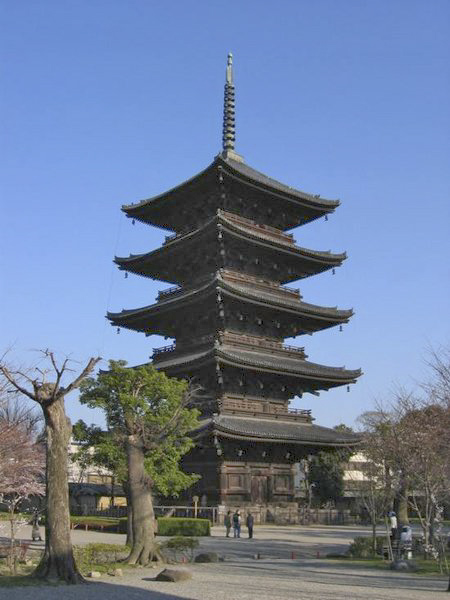
토지 탑:일본 최대의 오층 탑, 에도 시대

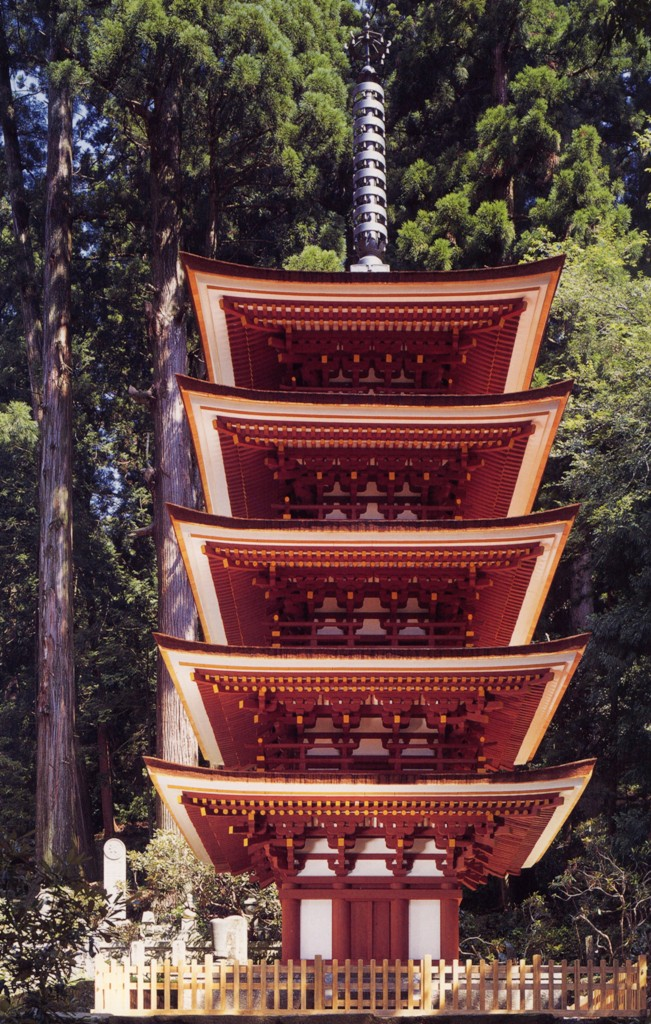
무로우사 탑:나라 시대 말기부터 헤이안 시대 초기의 소규모 탑

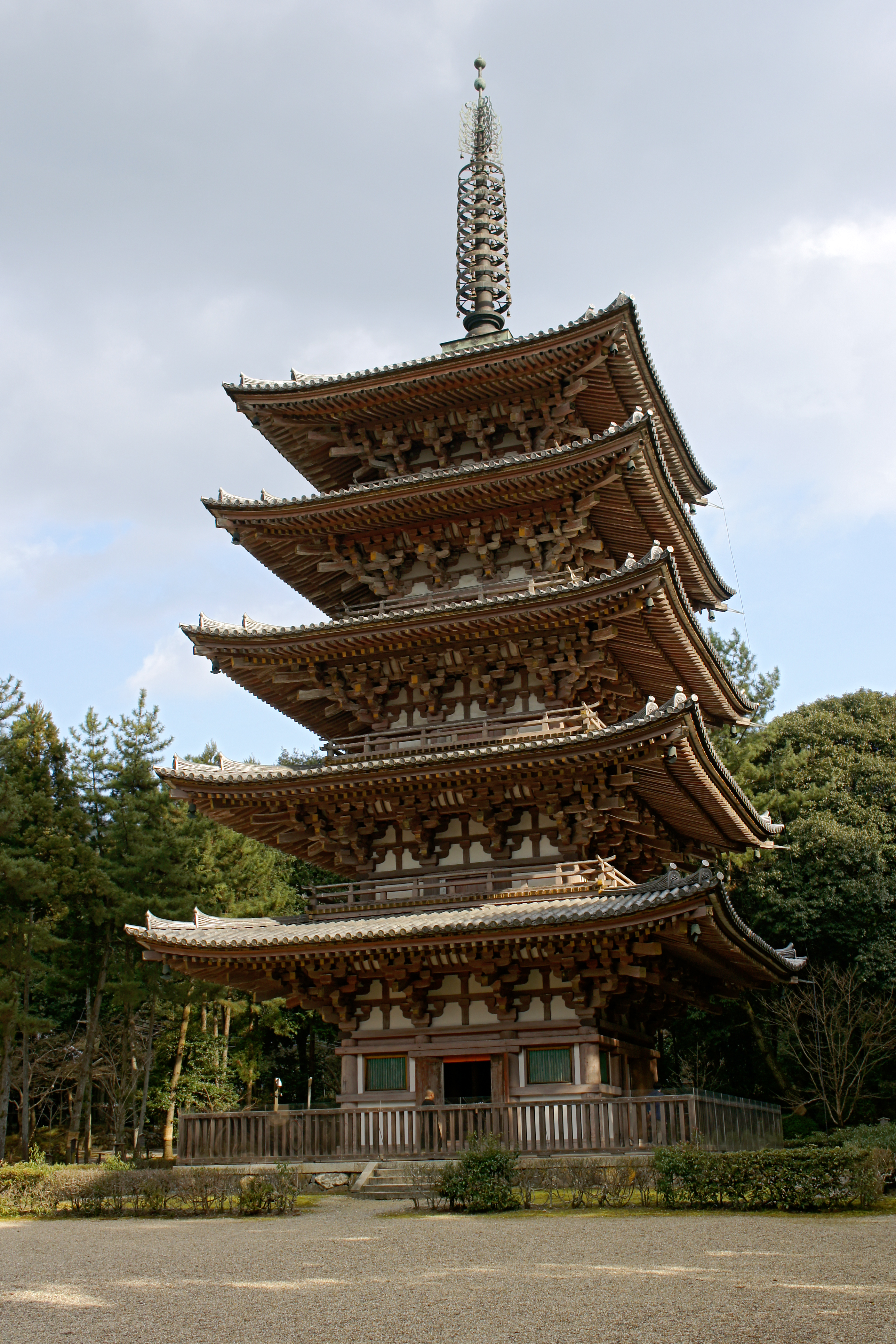
다이고지 탑:평안 시대의 탑

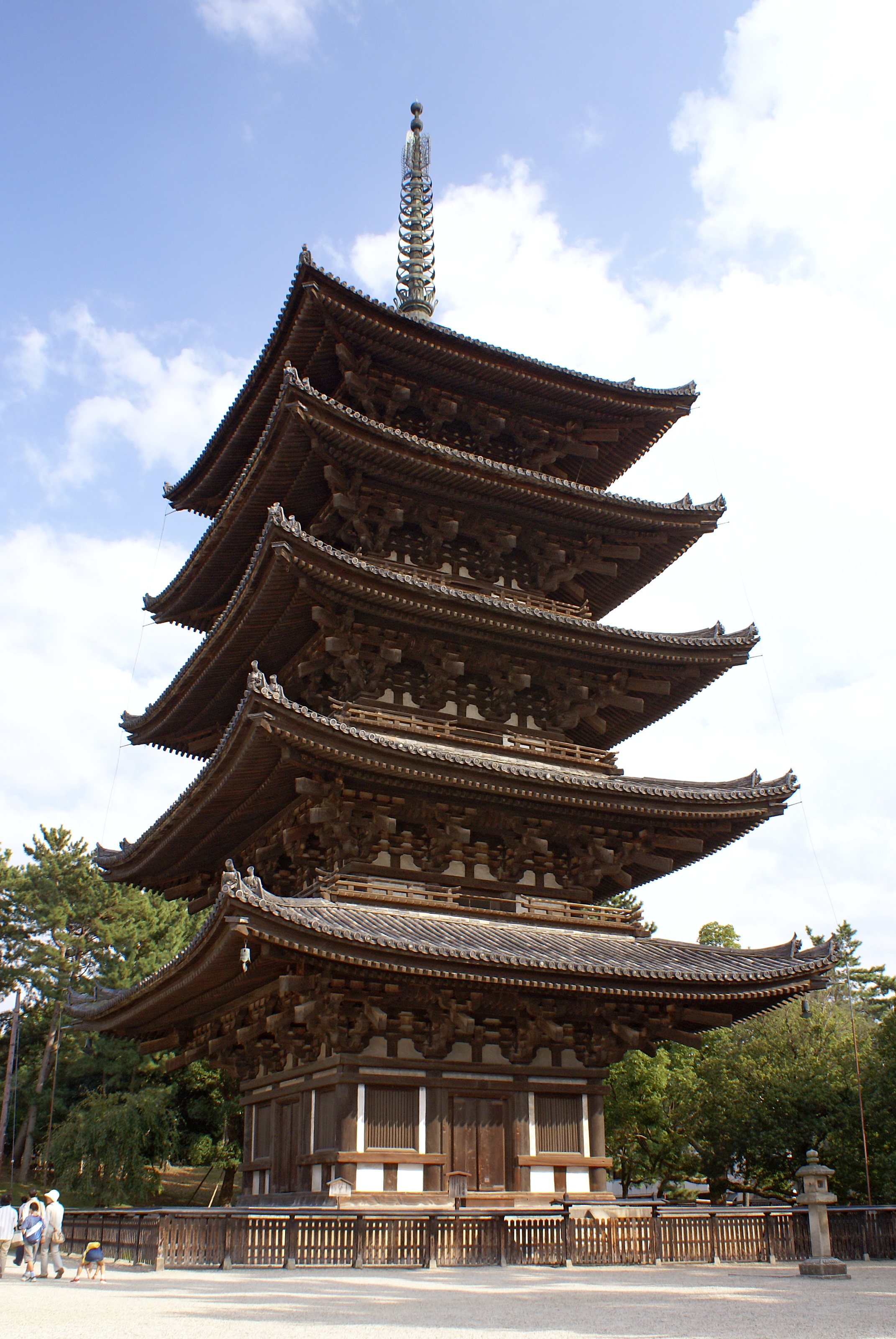
여흥복사탑:일본 제2의 고탑. 무로마치 시대

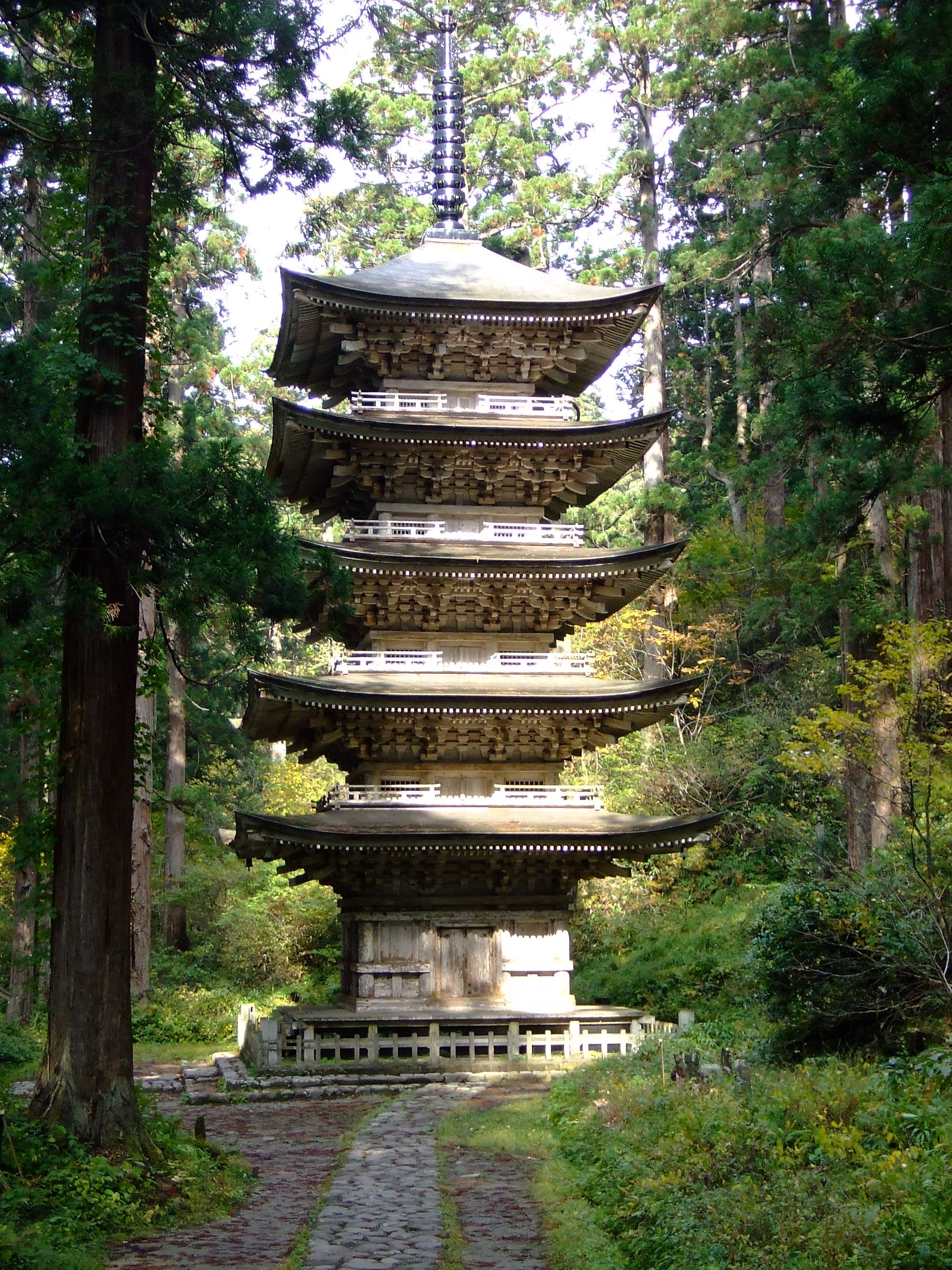
와구로 야마 오층 탑동북 지방 최고의 5층 탑

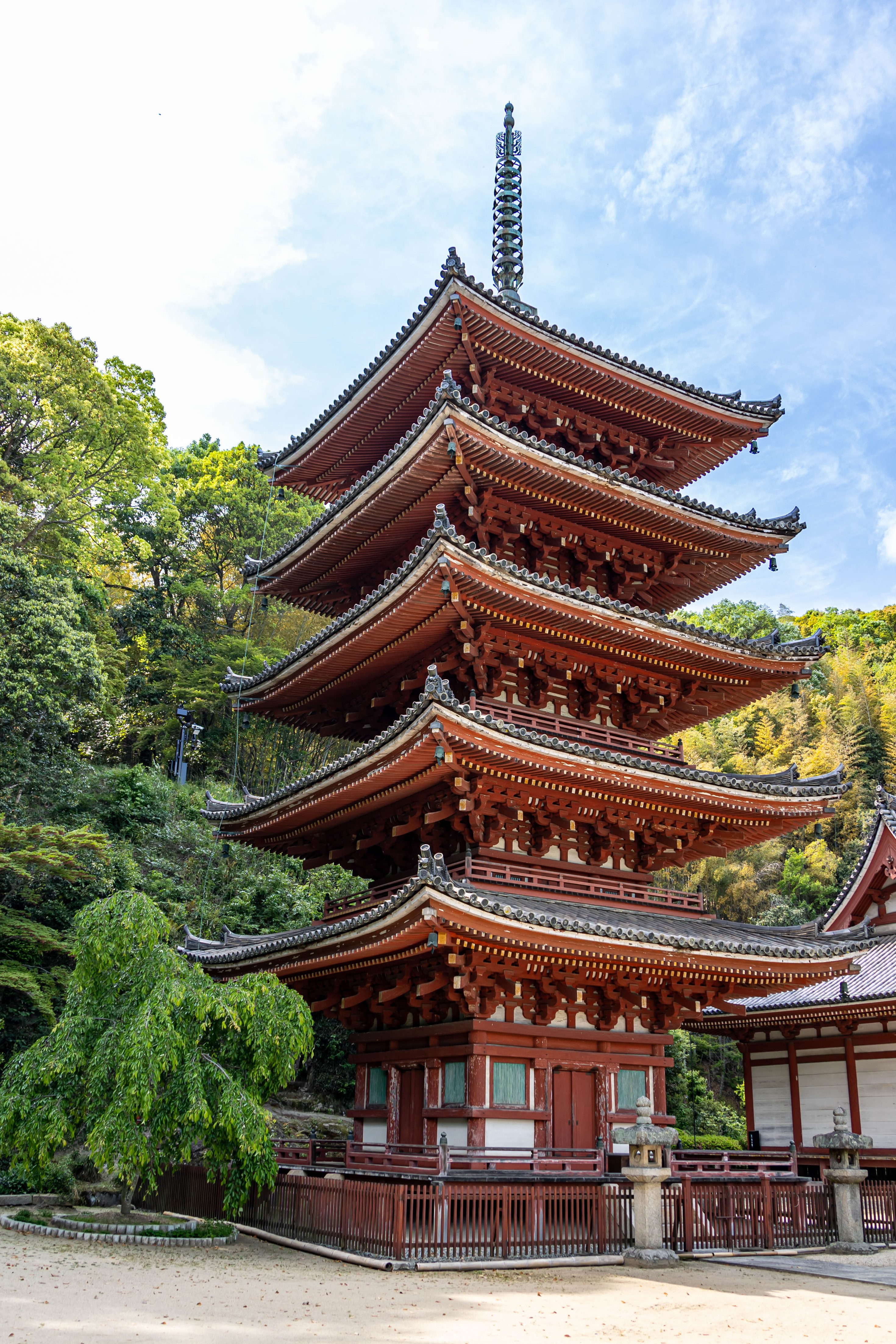
명왕원 탑:중국 지방 최고의 5층 탑

불탑은 고대인도에서 불사리(부처의 유골)을 달래기 위해 기원전 3세기경부터 만들어지기 시작했다. 사리탑에 기원을 가진다. 고대 인도의 사리탑은 만두형(반구형)의 것이었지만 이 형식이 중국에 알려지자 누각 건축의 형식을 도입해 고층화하게 된 것이다. 이러한 누각형 층탑은 한반도를 거쳐 일본에 전해졌다. 목탑은 일본에 많이 남아 있는 반면, 중국과 한반도에서는 극히 적다.
일본에서는 각지의 불교 사찰 및 신사 등에 목조의 5층 탑과 미에 탑이 있는, 지구의 랜드 마크가 되고 있는 것도 많다. 목조 탑의 외, 돌과 기와 철제 탑도, 근대 이후에는 철근 콘크리트 구조의 탑도 있다. 다층탑으로 다른 칠층 탑, 9층 탑 13층 탑 등이 있지만(층 수는 홀수에 거의 한정되고 있다), 근세 이전의 목조 칠층 탑·목조 구층 탑의 현존하는 것은 없다. 나라 현의 담산 신사에는 목조 13층 탑이 있지만 이는 누각형 층탑이 아니라 이중에서 13장까지의 지붕은 조밀하게 겹쳐서 지붕과 지붕 사이에는 거의 공간이 없첨탑(에은토우)이다.
땅 물 불 바람·하늘의 오대를 본뜬 것으로 알려졌지만 삼 탑 (나라의 야쿠시지)과 구층 탑, 11장 탑 13층 탑 등 다층탑(층 수는 홀수로 정해져 있다.)의 일종이다. 같은 불탑의 형식의 일종인 같은 개념인 것에 오륜탑이 있다. 지붕 위에 있는 안테나 같은 부분은상륜이라고 한다.
중국의 층탑은 꼭대기까지 올라갈 수 있는 것이 많음에 대해 일본의 목조 5층 탑은 현대의 감각으로 말하는 5층 건물이 아니라 이중차 이상의 탑 내부는 지붕 처마를 받치기 위해 복잡하게 재목을 짜 맞추기를 하고 있어 일반 참배자는 상층에 오를 수는 없는 것이 보통이다. 현재는 종교와 상관 없이 세워진 관광용의 것도 있다.

## 일본의 오층 목탑

### 국보
- 와구로 야마(야마가타현츠루오카 시옛타키 미즈사) 남북조 시대(1372년(남조:문중 원년, 북한:오안 5년)상륜상), 29.4m
- 토지(교왕 고 코쿠지)(교토교토시 남구)에도 시대(1644년(쇼호 원년)이리 프랑스), 54.8m(근세 이전에는 일본 제일의 높이)
- 다이고지(교토 부 교토시)-헤이안 시대(951년(덴랴쿠 5년)준공), 38.2m경도부내 최고의 목조 건축
- 해주 산사(쿄토부기즈가와시)가마쿠라 시대(1214년(겐포 2년)사리 납입), 17.7m
- 호류지(나라현이코마군이카루가쵸)나라 시대(7세기 말~8세기 초)31.5m호류지로서세계 유산세계 최고의 목조 5층 탑
- 고후쿠지(나라현나라시)무로마치 시대(1426년(오에이 33년)상량), 50.8m 5번의 소실과 접촉
- 무로우사(나라현우다시)나라 시대말~헤이안 시대 초기, 16.1m
- 명왕원(히로시마현후쿠야마시)남북조 시대(1348년(남조:쇼헤이 3년 북한:조와 4년)상륜 주조)높이 29.14m
- 유리 광사(야마구치현야마구치시옛 향적사)-무로마치 시대(1442년(가키쓰 2년)5층 반 위), 31.2m
- 강고지(나라 현 나라 시)-5장 작은 탑 높이 5.5m, 당초보다 실내 설치(건조물로서 국보 지정)
- 해룡 오지(나라 현 나라 시)-5장 작은 탑, 4m, 당초보다 실내 설치(건조물로서 국보 지정)

### 중요 문화재
- 사이쇼인(아오모리현히로사키시)-에도 시대(1667년( 간 분 7년)상륜 주조)
- 닛코 동조 궁(도치기현닛코시)-에도 시대(1818년(분세이 원년)마룻대)마음 기둥 현수식 구조
- 법화경사(지바현이치카와시)-에도 시대(1622년(겡나 8년)상륜 주조)마음 기둥 현수식 구조
- 옛관영 사(도쿄다이토구옛 우에노 동조 궁)-에도 시대(1639년(간에이 16년)상륜 주조), 36.4m우에노 동물원의 구내
- 이케가미 혼몬지(도쿄대전구 이케가미)-에도 시대(1607년(게이쵸 12년)상륜 주조), 31.8m
- 묘하선사(니가타현사도시)-에도 시대(1825년(분세이 8년), 24.1m
- 흥정사(아이치현나고야시)-에도 시대(1808년(문화 5년)이리 프랑스), 30m
- 묘성사(이시카와현하쿠이시)-에도 시대(1618년(겡나 4년)
- 오오이시 테라(시즈오카현후지노미야시)-에도 시대(1749년(간엔 2년), 34m오층 탑(오오이시 테라)참조
- 법관사(교토 부 교토시)~무로마치 시대(1440년(에이쿄 12년)건립 공양), 38.8m통칭"야사카의 탑"
- 닌나지(교토 부 교토시)-에도 시대(1644년(쇼호 원년)지붕도 이 즙), 37.1m
- 이쓰쿠 시마 신사(히로시마 현하쓰카 이치 시)-무로마치 시대(1407년(오에이 14년)
- 빗추 코쿠 분지(오카야마현소자시)-에도 시대(1835년(천보 6년)상량 이리 프랑스), 34.3m
- 토지(교왕 고 코쿠지)(교토 부 교토시 미나미 구)-가마쿠라 시대(1240년(닌지 원년), 오층 작은 탑, 161cm

(※석조 오층 탑은 생략)

### 시읍면 지정
- 영광원 5층 작은 탑 야마구치 현 이와야 지구 로이원 소장. 텡마 궁 경내에 1822년 오층 탑 건립이 계획되었다. 동량 마츠야 키우 에몽이 이 양식을 만들지만 폭동으로 중단됐으며 건립되지 않았다.

과거의 탑 단지

### 메이지·다이쇼 시대
- 선보사(야마가타현츠루오카 시)1883년(메이지 16년), 38m, 목조.
- 젠쓰지(가가와현젠쓰지시, 중요 문화재)1884년(메이지 17년), 45m, 목조로 손꼽히는 고탑. 메이지 이후의 5층 탑으로는 처음으로 중요 문화재로 지정됐다.
- 류그치사([카나가와 현]]후지사와시)1910년(메이지 43년), 목조, 죽중 공무점.
- 책사(가가와현미토 요시)-1910년(메이지 43년), 목조

### 쇼와, 헤이세이 시대

#### 순목조
- 시도사(카가와 현사누키시)1950년(쇼와 25년), 33m, 총회 구조
- 장곡사(나라현사쿠라이시)1954년(쇼와 29년), 21m, 목조
- 죽림사(고치현고치시)1980년(쇼와 55년), 31m, 총회 구조, 채색, 순수 일본 양식
- 복천사(이와테현토노 시)1990년(헤세이 2년), 미야 목수키쿠치 쿄지작 26m
- 효승사(미야기현센다이시)2003년(25년), 목조, 32m
- 연꽃원 단조지(구마모토현다마나시)1997년(29년), 33m, 나무
- 나리 아이지(교토미야즈시)-1998년(헤세이 10년), 33m, 목조
- 청룡사(아오모리현아오모리시)1998년(헤세이 10년), 미야 목수오무로 마사루 사랑작, 39m
- 구원사(야마나시현미노 부쵸우)2008년(헤세이 20년), 39m, 목조, 초대(1619년건립)에서 세어서 3대째의 탑.
- 호넨사(카가와 현다카마쓰시)2011년(헤세이 23년), 25.04m, 목조, 구상은 에도 시대부터 있다

#### 비 순수 목조
- 시텐노지(오사카부오사카시덴노지구)1959년(쇼와 34년), 39m철근 콘크리트, 초대(593년건립)에서 세어서 8대째의 탑
- 센소사(도쿄다이토구)1973년(쇼와 48년), 53.3m, 탑원 구조, 철근 콘크리트, 에도 시대 건립의 5층 탑은우키요에에도 그려져"에도 4탑"의 하나로서 친근했지만 1945년 도쿄 대공습으로 소실했다.
- 히라마절(가와사키 다이시([카나가와 현]]가와사키시)1984년(쇼와 59년)의 길례대 개장, 대사 1150년의 3주기 이후의 기일을 기념하는 낙성. 팔각 오층 탑 높이 31.5m.
- 향기 보림사([카나가와 현]]가와사키시)1987년(쇼와 62년), 몸체는 철골 철근 콘크리트로 주위를 총회 구조
- 청구(후쿠이현가쓰야마시)-1987년(쇼와 62년), 75m철근 콘크리트, 엘리베이터부
- 본토사(지바현마츠 도시)1991년(23년), GRC공법, 약 23m
- 쵸라크지(효고 현가미 정)1992년(24년), 70m철근 콘크리트
- 엔만사(효고 현하리마정)1993년(25년), 42m철근 콘크리트

현존하지 않는 오층 탑(=

### 저명한 탑 뒤
- 강고지-나라 시대에 세워진 높이 72.7m의 오층 탑이 있었지만 에도 말기의 안세이 6년(1859년)에 소실했다.
- 도쇼 다이지-고닌 전(810년)에 세워진 동탑이 있었지만, 교와 2년(1802년)에 낙뢰로 소실되었다.
- 타치바나사, 낙뢰로 소실된 탑 흔적이 남는다.
- 천묘국사겐로쿠의 화재로 소실된 탑 흔적이 남는다.
- 나카 덴노지1791년에 재건된 "나카의 5층 탑"이 있었지만, 1957년에나카 오층 탑 방화 정사 사건로 소실되었다.
- 크노 산동 조궁-1636년(간에이 13년)건립의 탑이 있었지만 1873년(메이지 6년)파기됐다. 높이는 29.3m라고 한다.
- 혼몬지-화재로 소실된 탑 흔적이 남는다.

### 기타
- 묘현사-덴메이 대화재로 소실.
- 본국사-덴메이 대화재로 소실.
- 가미스와 신사-신불 분리로 파기.
- 오오토리 타이샤-신불 분리로 파기.
- 오스칸논-메이지 25년(1892년)에 화재로 소실.
- 야크 오지-교호 5년(1720년)에 화재로 소실.
- 응물사-타이쇼 2년(1912년)태풍으로 붕괴. 옥외 오층 탑으로는 일본 최소이다.
- 증상사센소사오층 탑(전후 위치를 바꾸어 재건)등과 함께 도쿄 대공습으로 소실.

## 일본 외
- 법 왕사팔상전한국속리산1626년 재건 22m한국에선 현존 최고의 유일한 목조 5층 탑(국보)
- 프랑스 미야데라 석가탑중국산시성1056년 67m외모는 5층으로 보이는데 내부는 9층 중국에서 최대 최고의 팔각 목탑

5층 탑의 내진성에 대해 단지
오층 탑의 내진 구조인 " 부드러운 구조"는 최근 일본은 물론 세계의 초고층 건축에 채용되고 있다. 그러나 일본 고래의 5층 탑이 내진성이 높다며 근거는 역사상 지진으로 무너진 사례가 지금까지 없었기 때문이지 현재로서는 결과론의 범주를 벗어나지 않아 건설시에 의도적으로 부드러운 구조로 설계되었는지도 확실하지 않다. 오히려 사리 탑이라는 오층 탑의 역할을 생각하면 그 구조는 종교적 의미가 첫째로 의도된 유도 구조는 부차적인 산물일 가능성이 높다고 본다.
참고로, 오층 탑의 내진성에서 키워드가 되는 것이 "마음 기둥"이지만, 원래 5층 탑은 내부 공간의 이용이 고려되지 않아, 구조재의 밀도가 높은 마음 기둥의 유무에 상관 없이 단순히 일반적인 건축에 비해 견고한 건축이다. 실제로 현재의 호류사 오층 탑의 마음 기둥이 부식하여 땅바닥에 접하지 않은 것에서 보듯이 건축 구조로서는 마음 기둥이 존재하지 않아도 문제 없이 성립된다. 또한, 내진성이 높은 이유는 다음과 같은 설이 있다.
- 마음 기둥 진동 재흡수설

(최근까지 오층 탑의 중심을 관통하는 마음 기둥이 지면이나 하층 바닥에 고정되지 않기 때문에 이것이 각층의 진동을 흡수하는 "마음 기둥 진동 재흡수설"이 유력한 설이었다. 그러나 이런 구조는 에도 시대 이후 구법인 그 이전의 5층 탑에 대해서는 이 설에서는 설명할 수 없다. 현수식의 마음 기둥으로도 접지 면에 어긋나는 마지막 태枘이 시설되어 있다, 진자의 제진 작용은 의문의 여지가 남는다.
- 산설

(마음 기둥이 문을 고정하는 "빗장"처럼 흔들림을 구속하는 역할을 갖는다는 설. 이 경우 마음 기둥이 주위의 부재와 접촉하는 역으로 부재를 파괴하는 요소가 될 수 있어 제진 방향에만 작용하기에는 매우 고도의 설계가 필요하다, 어느 쪽으로 작용할지는 실제로는 운에 달려 있다.
내진성에 관해서는 아직 밝혀지지 않은 부분이 많지만 최근에는 공학적으로 규명하기 위해 건축 구조 연구자 그룹"오층 탑을 흔들회"를 중심으로 5분의 1모형에 의한 진동 실험을 해 2006년에는 마음 기둥의 유무에 의한 비교 실험이 진행됐다. 그 결과 마음 중심은 탑의 변형이나 흔들림을 억제하는 효과를 볼 수 있지만, 내진성에는 크게 영향을 주지 않는 것으로 드러났다.

## 기타
- 메이지의 작가 코오다 로완의 대표작으로, 오층 탑 건립에 일신을 바치는 목수 쥬베에 모습을 그린 소설 『 5층 탑』이 있다. 무대는 야나카 덴노지의 5층 탑(일명 야나카의 5층 탑)을 모델로 삼고 있다. 이 오층 탑은 관동 대지진이나 도쿄 공습에도 무사했지만, 쇼와 32년 7월에 방화 속에 의해 소실되었다.
- 이소룡 주연의 사망 유희는 오층 탑에 층에 적이 있고 싸워 올라간다는 플롯의 전 작성되었다. 초기는 한국의 속리산에 있는 법주사 팔상전이 무대가 될 것이었다.
- 다육 식물(선인장이나알로에등)사이로백합과하오 루치아 속에고쥬우노토우(오층 탑)라는 식물이 있다.
- 각종 사전, 사전의 항목 이름과 사원의 팜플렛 등에서는 "오층 탑"로 표기되고 있는 것도 많지만, 일반에는 "오층 탑"이 보다 널리 침투하고 있는 것 같다(구글의 검색 결과(헤세이 22년 6월)"오층 탑"약 57만건,"오층 탑"약 27만건).

## 갤러리(국보)

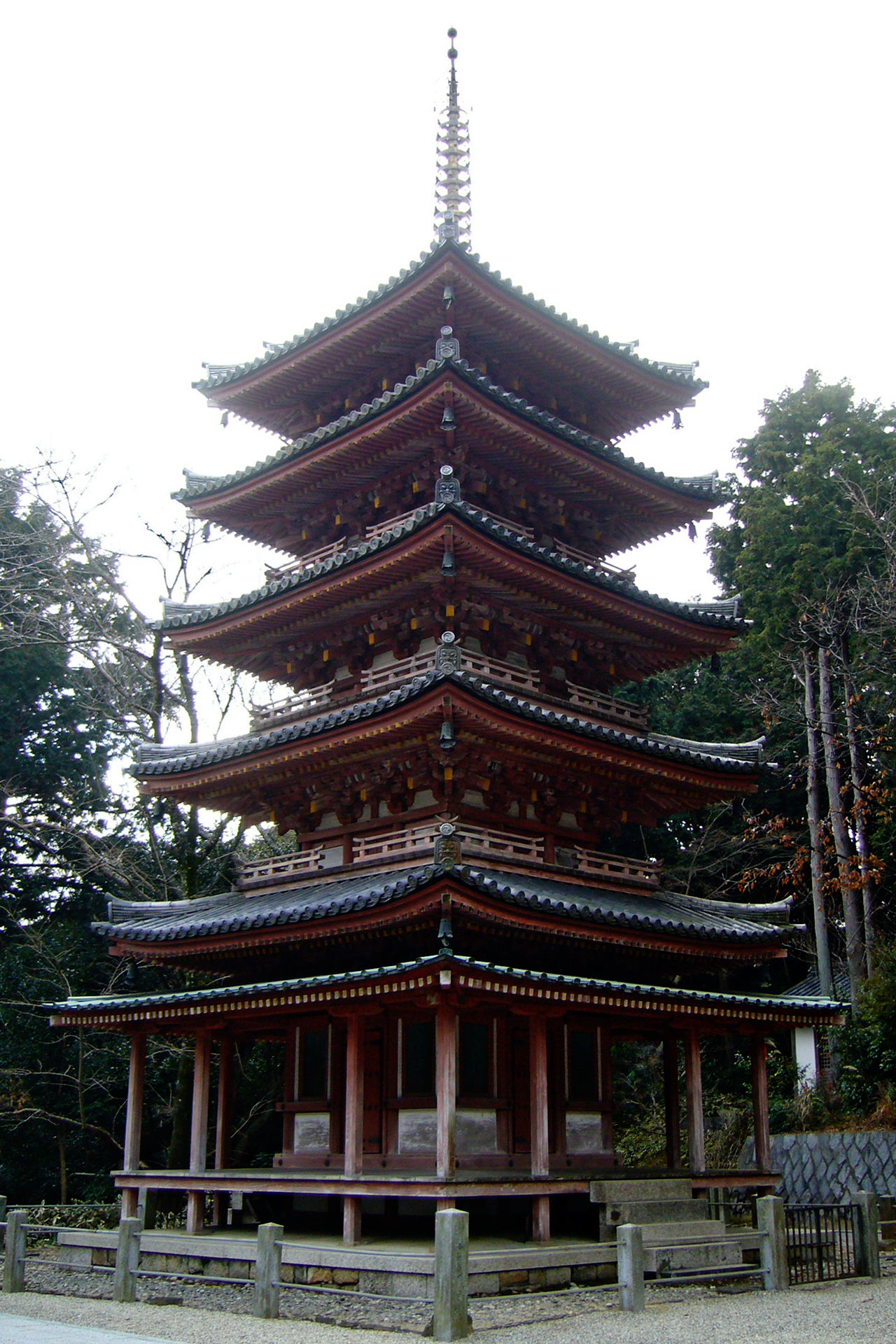
해주사 탑(교토 부)
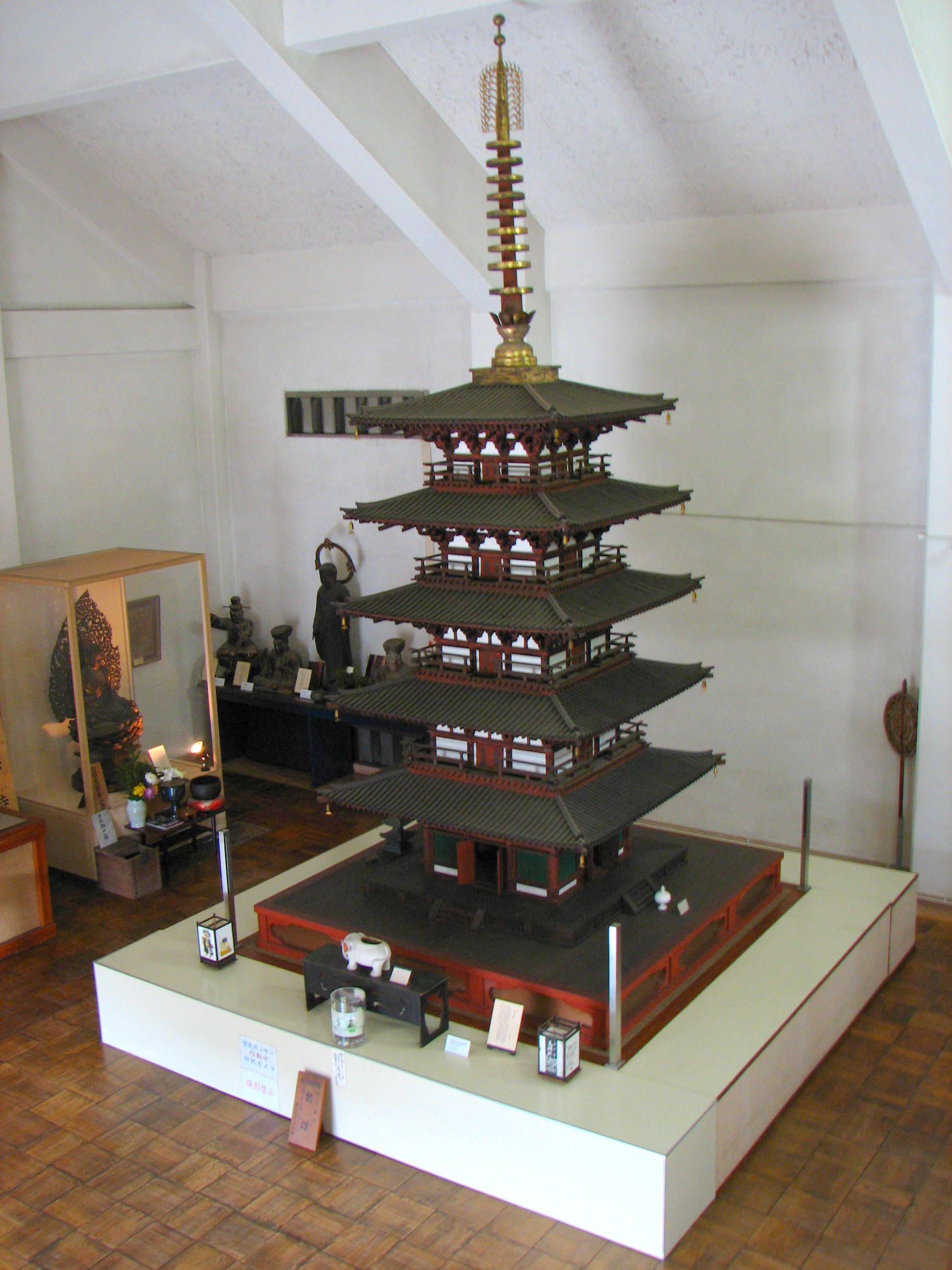
간고지 소탑(나라현)
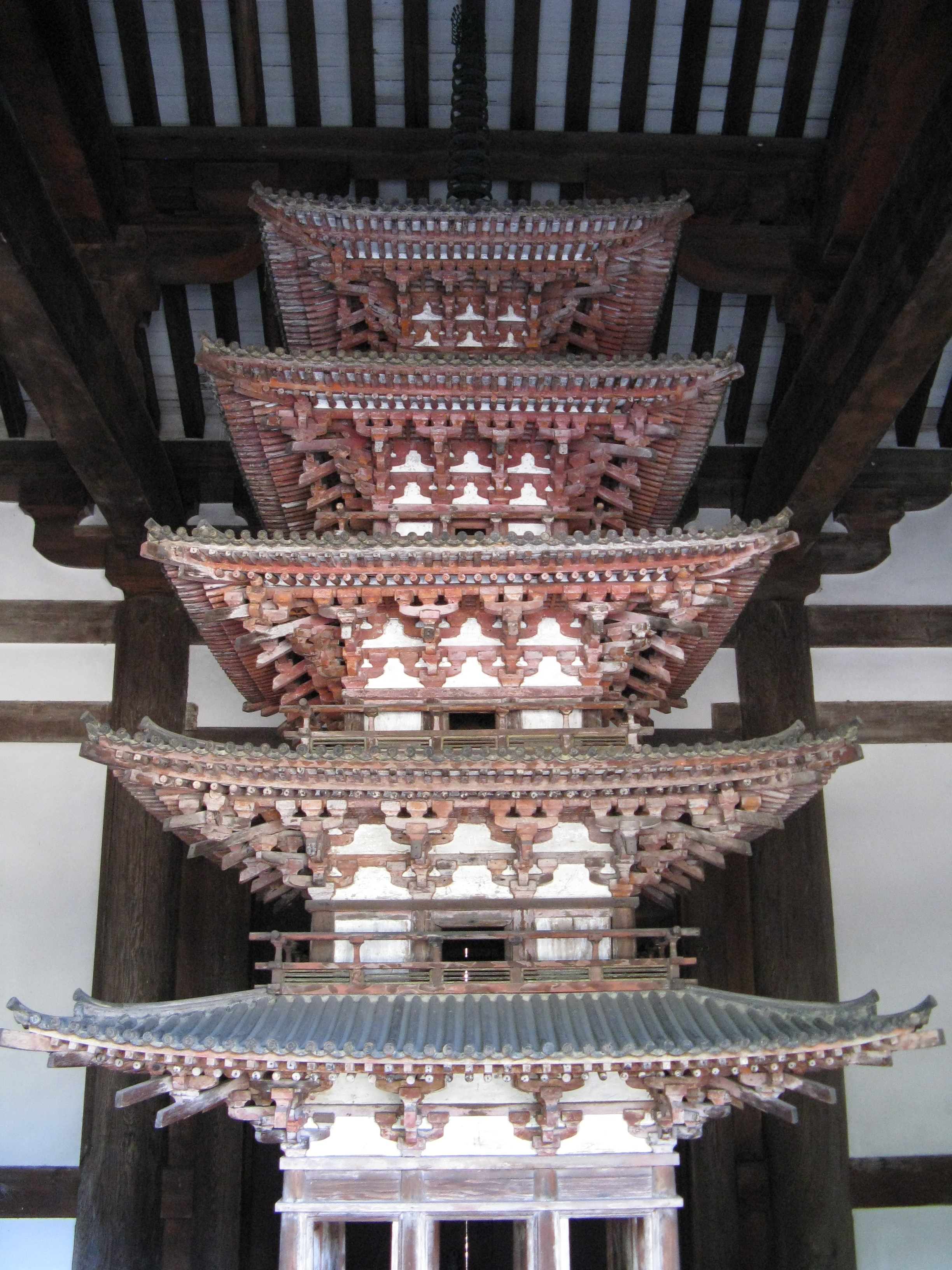
해룡 오지 소탑(나라현)
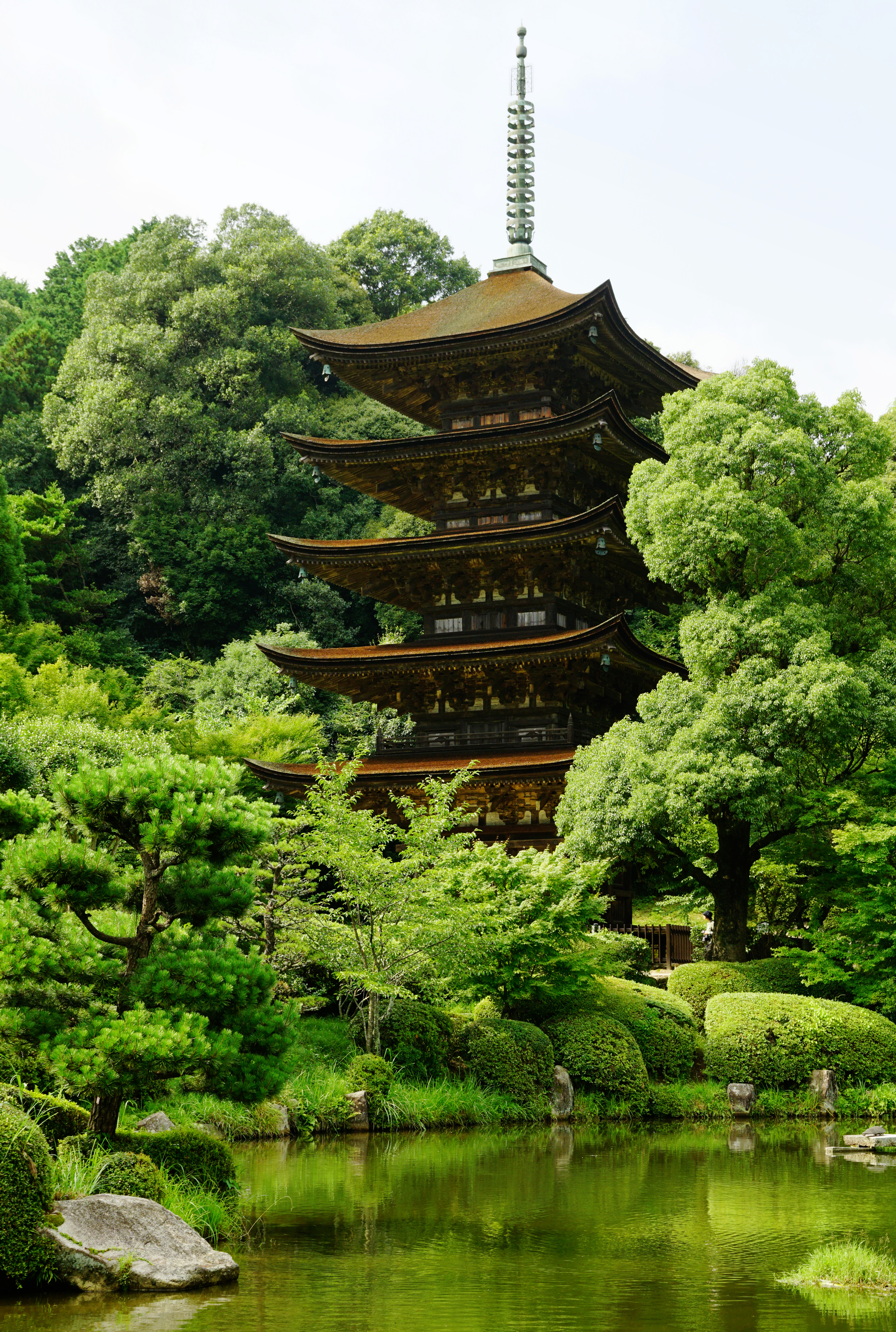
유리 광사 탑(야마구치 현)

## 갤러리(중요 문화재)

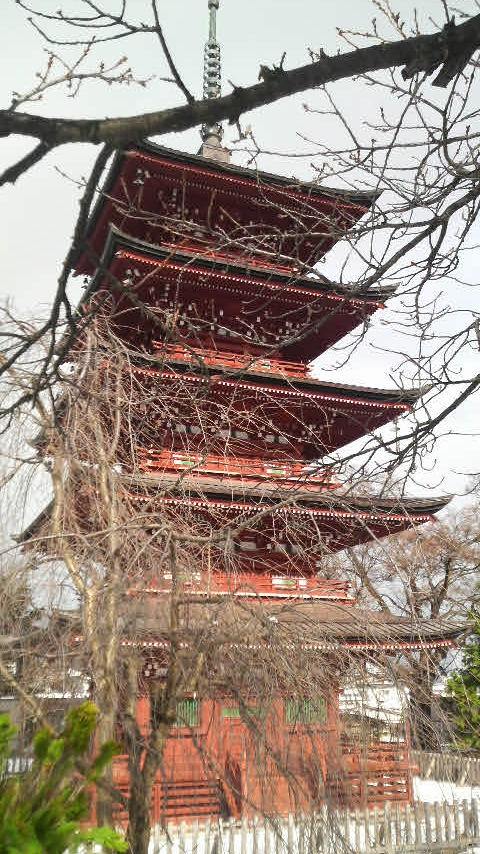
사이쇼인 탑(아오모리 현)
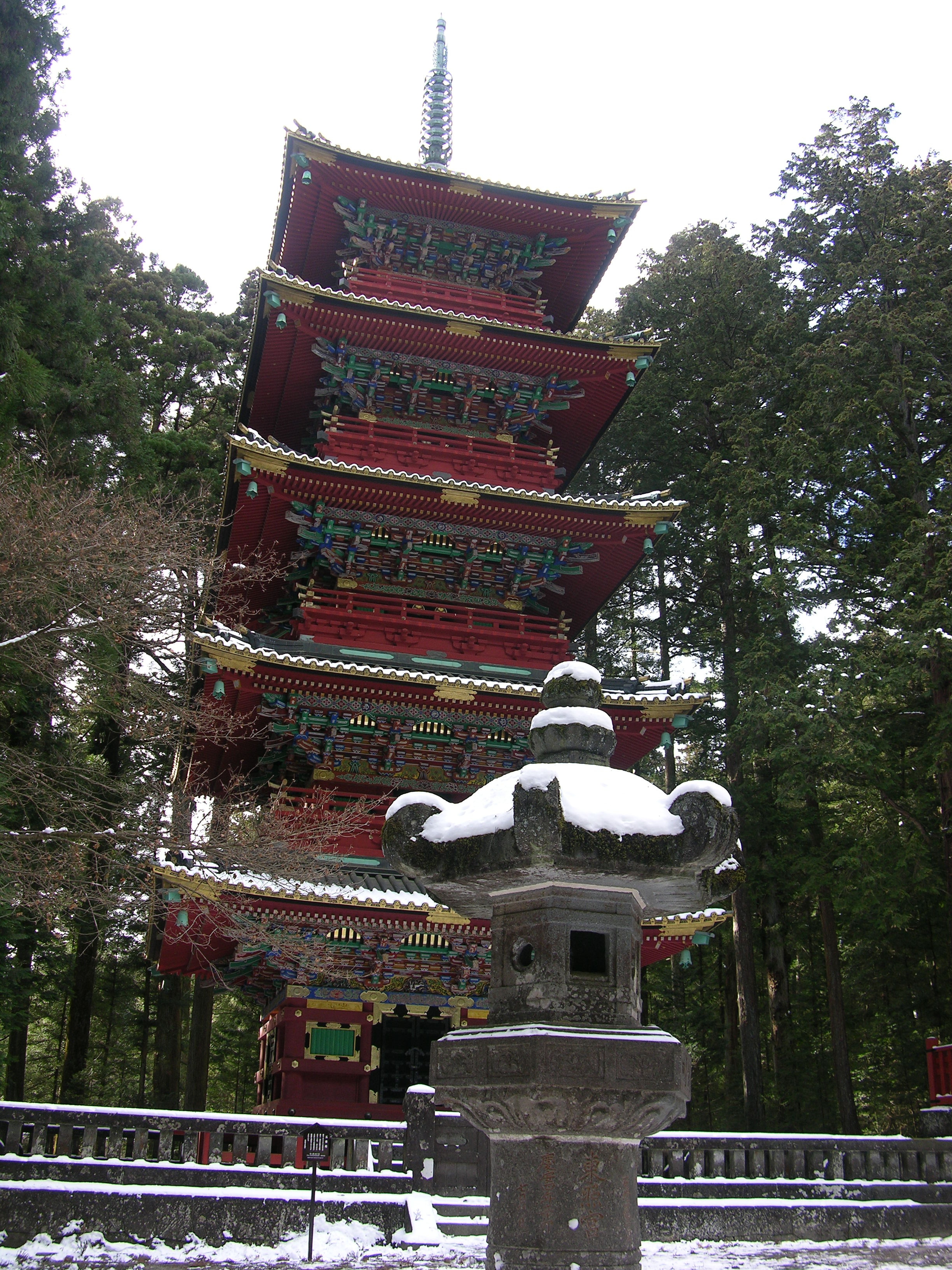
닛코 오층 탑(토치기현)
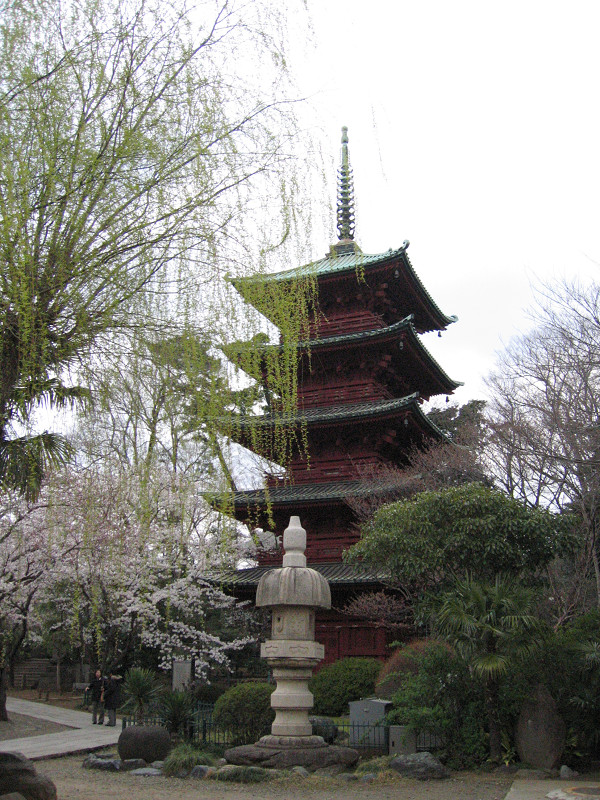
법화경사 탑(치바현)
이케가미 혼몬지 탑(도쿄도)
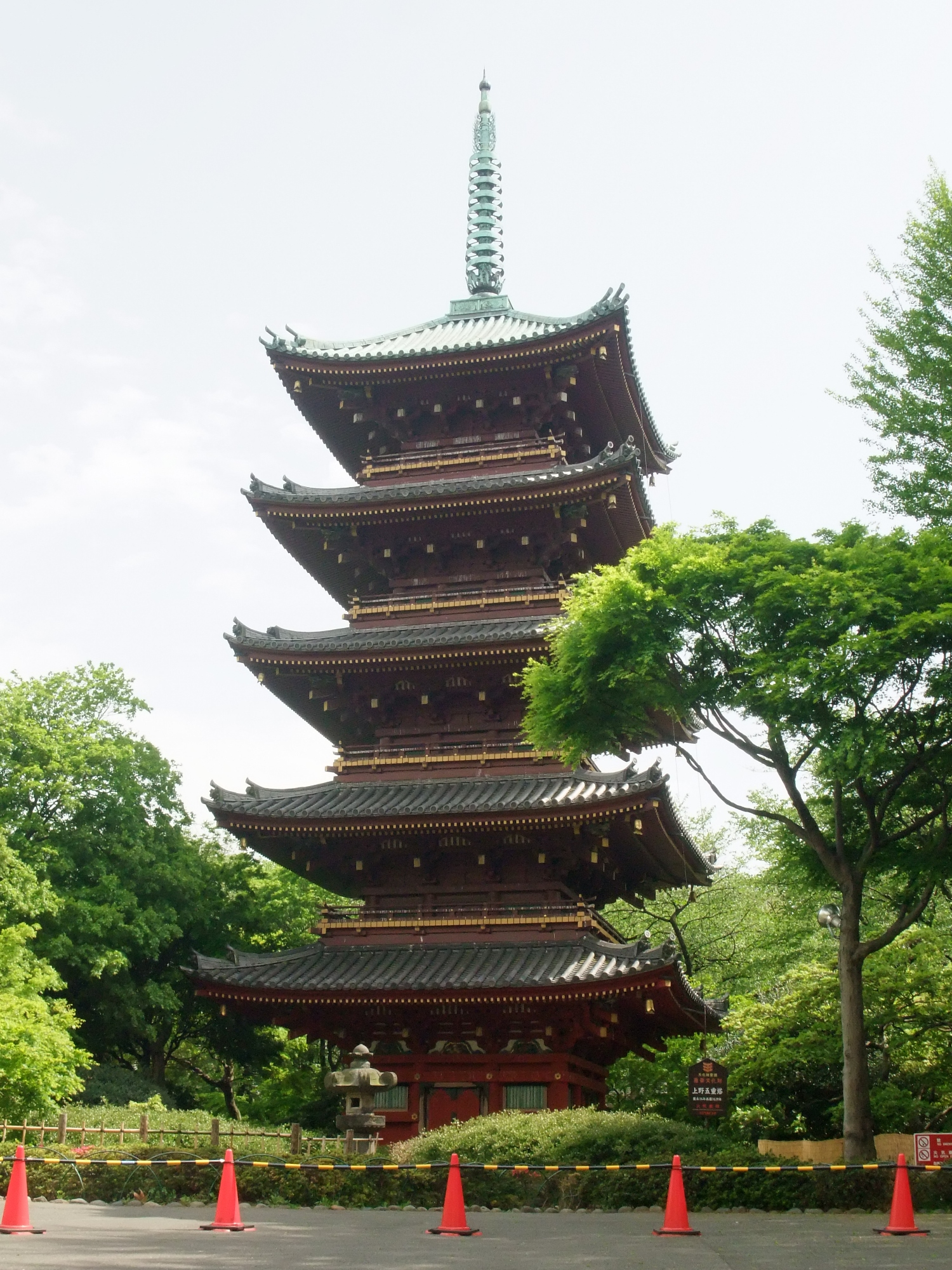
옛관영 사 탑(도쿄도)
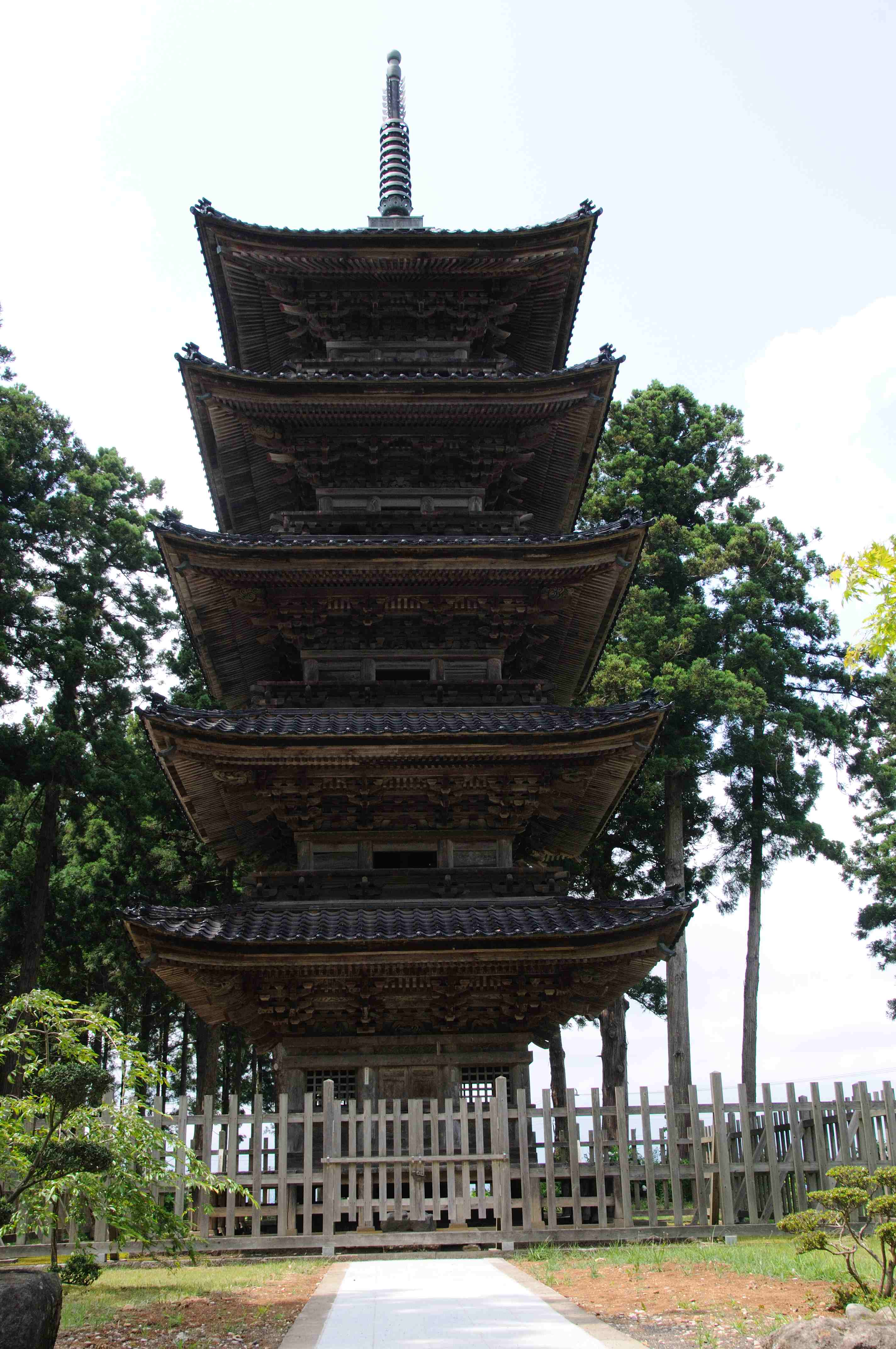
묘하선사 탑(니가타 현 사도)
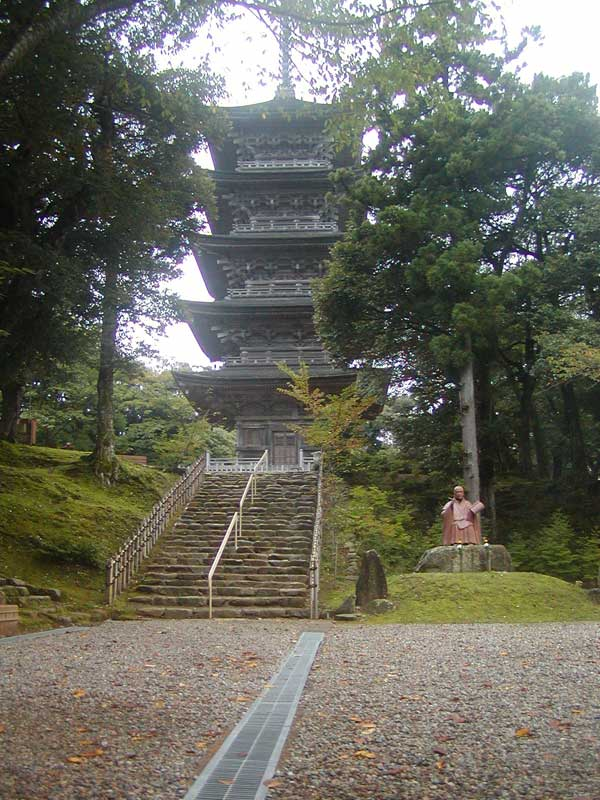
묘성사 탑(이시카와 현)
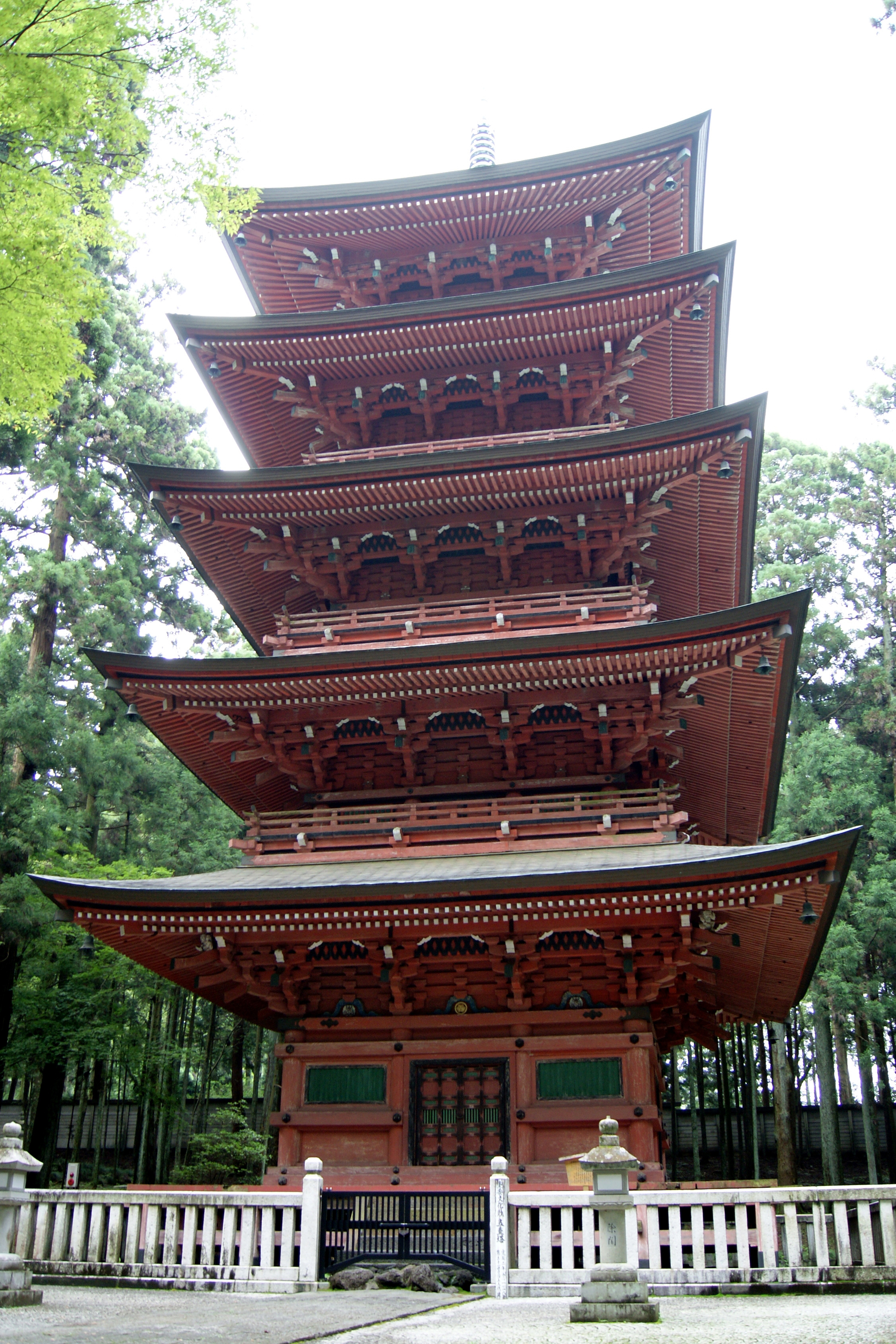
오오이시 테라 탑(시즈오카 현)
흥정사 탑(아이치 현) 흥정사 탑(아이치 현)
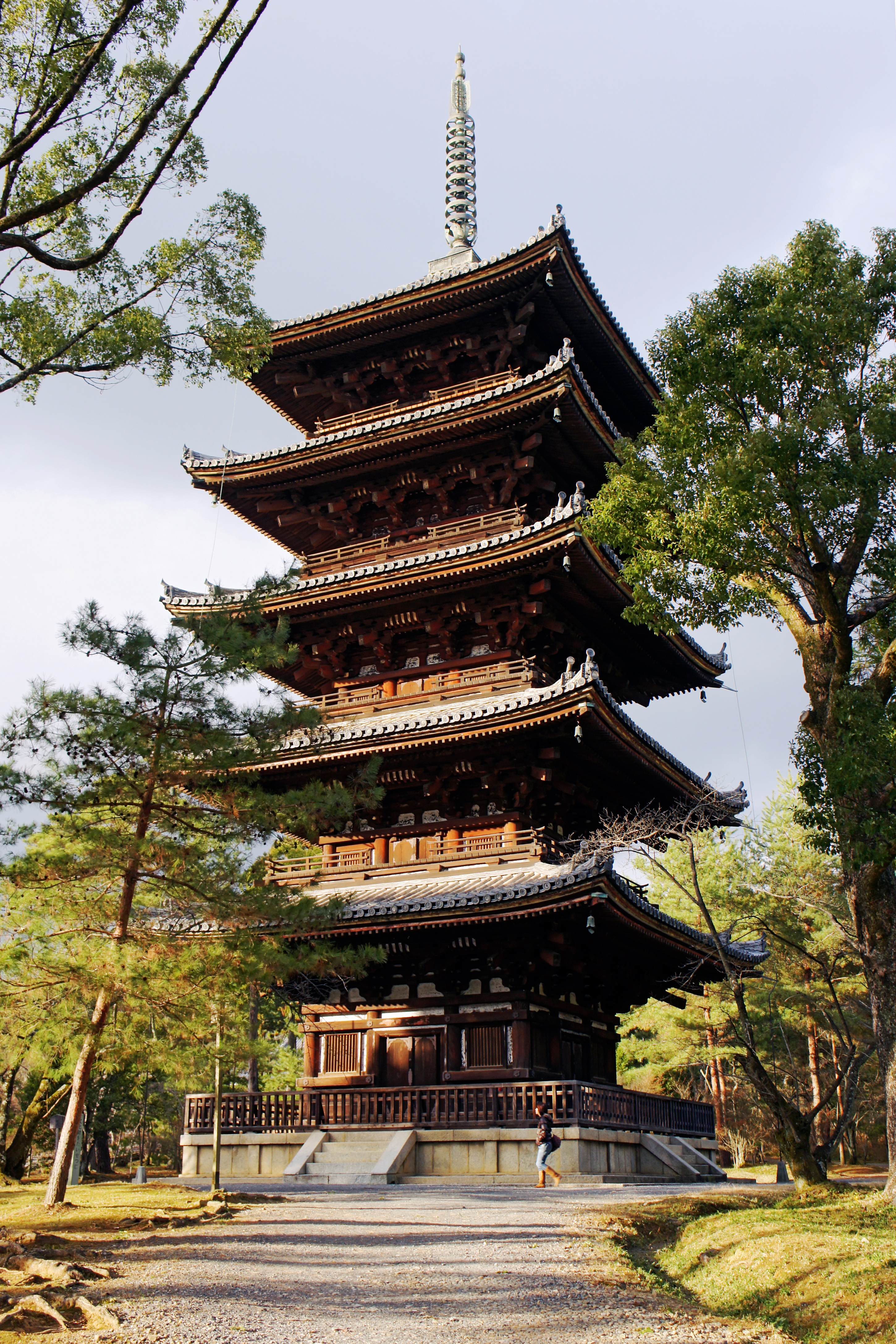
닌나지 탑(교토 부)
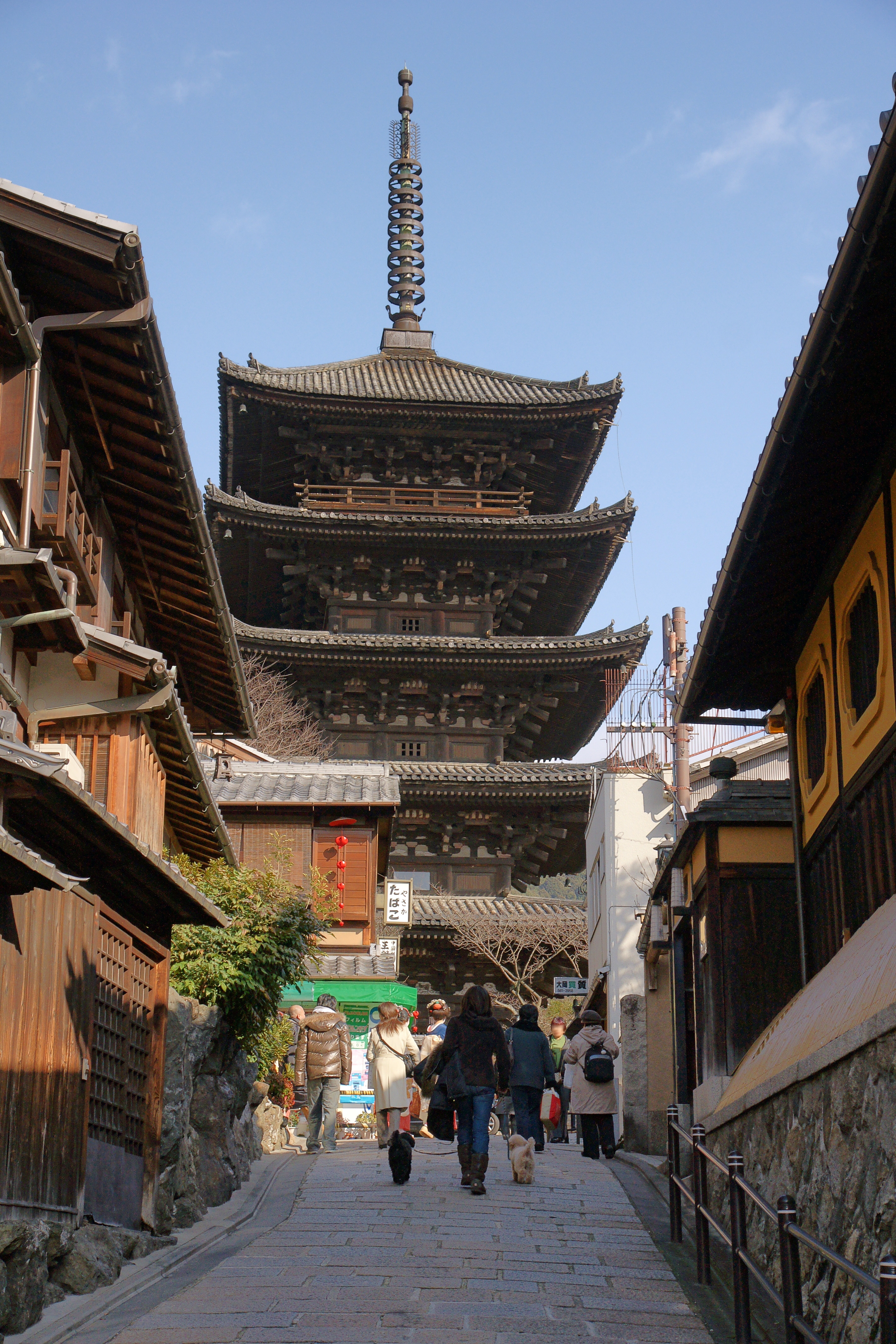
법관사 탑(야사카의 탑, 교토 부)
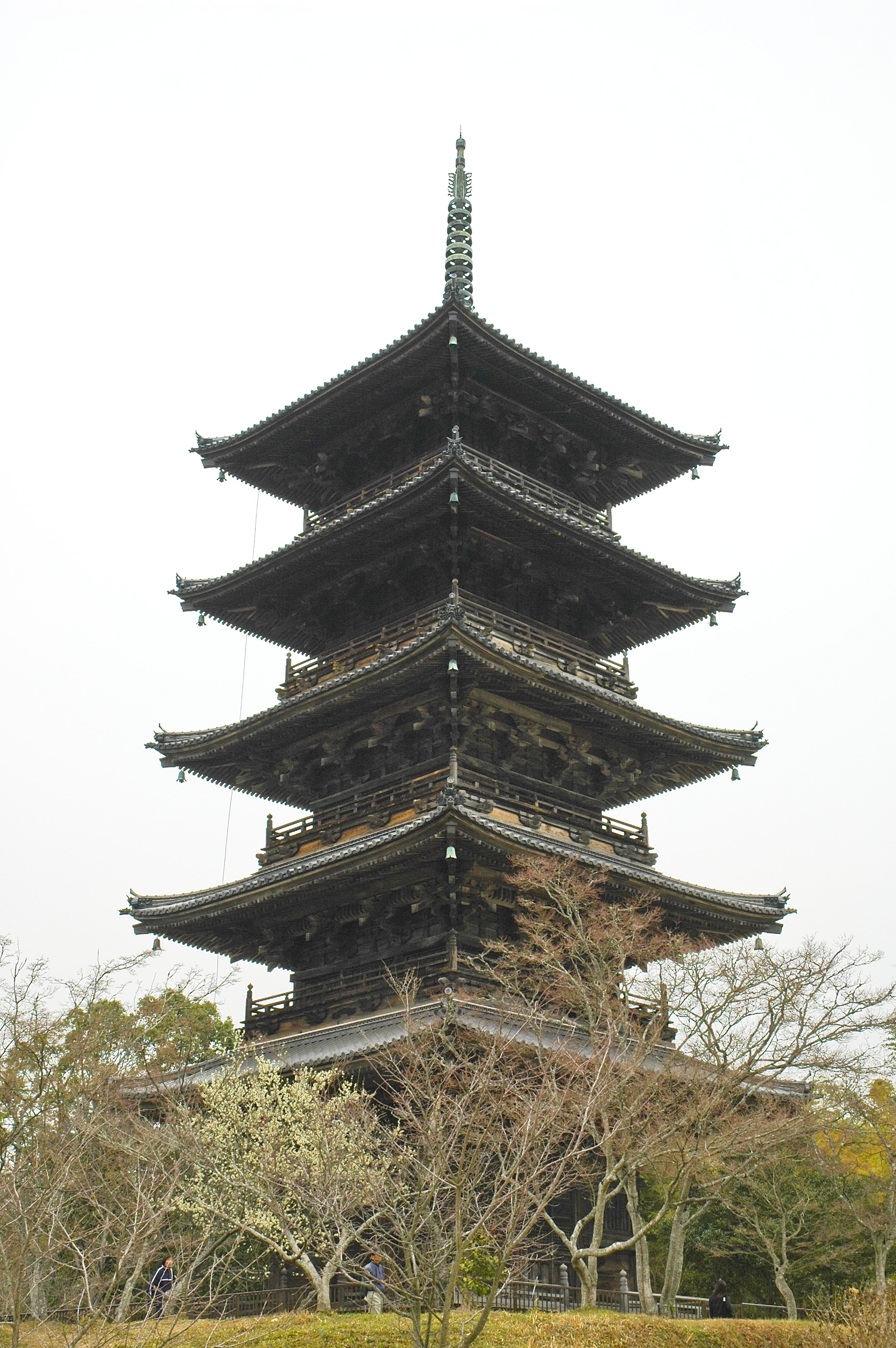
빗추 코쿠 분지 탑(오카야마 현)
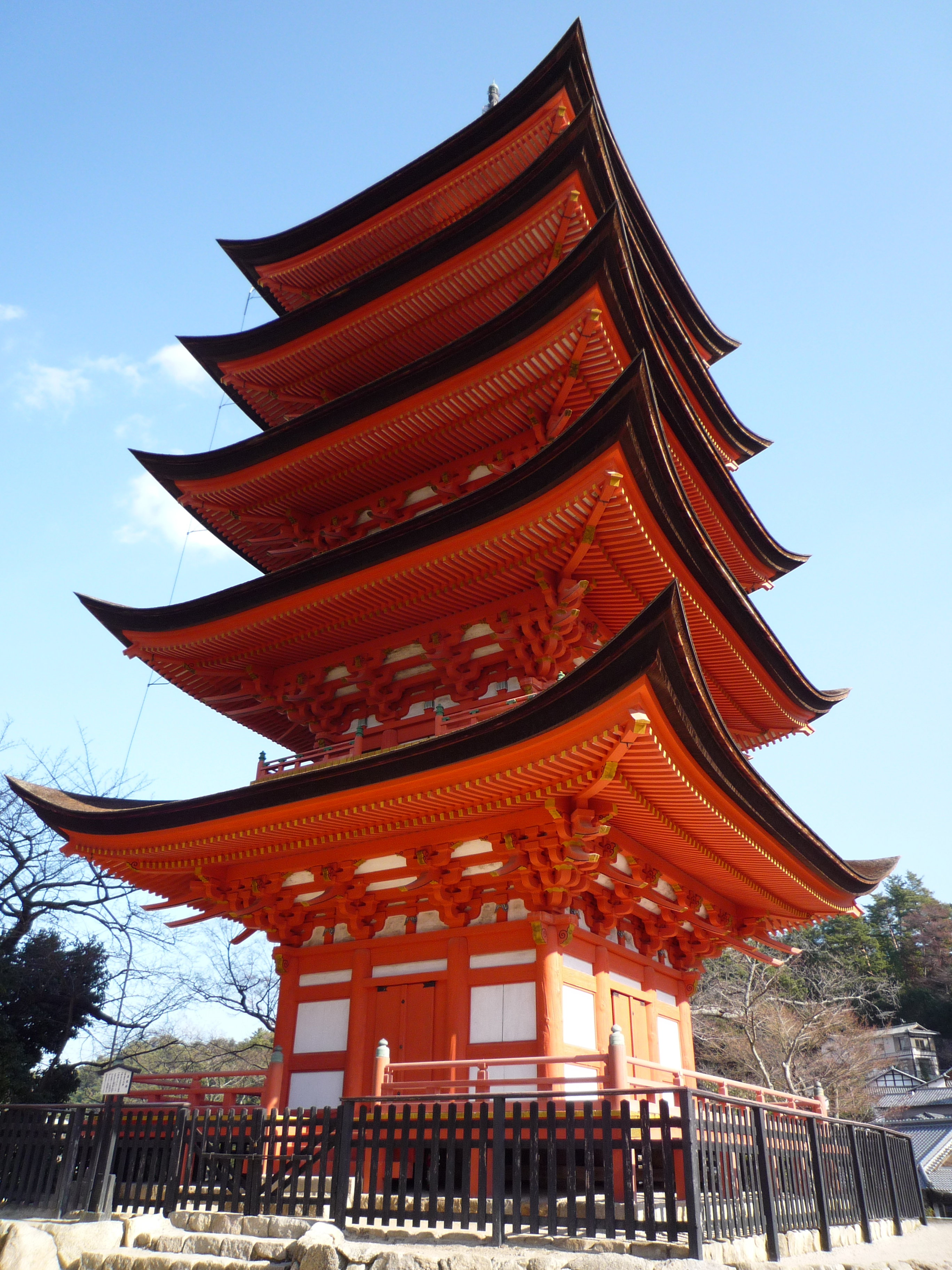
이쓰쿠 시마 신사 탑(히로시마 현)

## 갤러리(근대 이후의 탑 및 일본 국외)

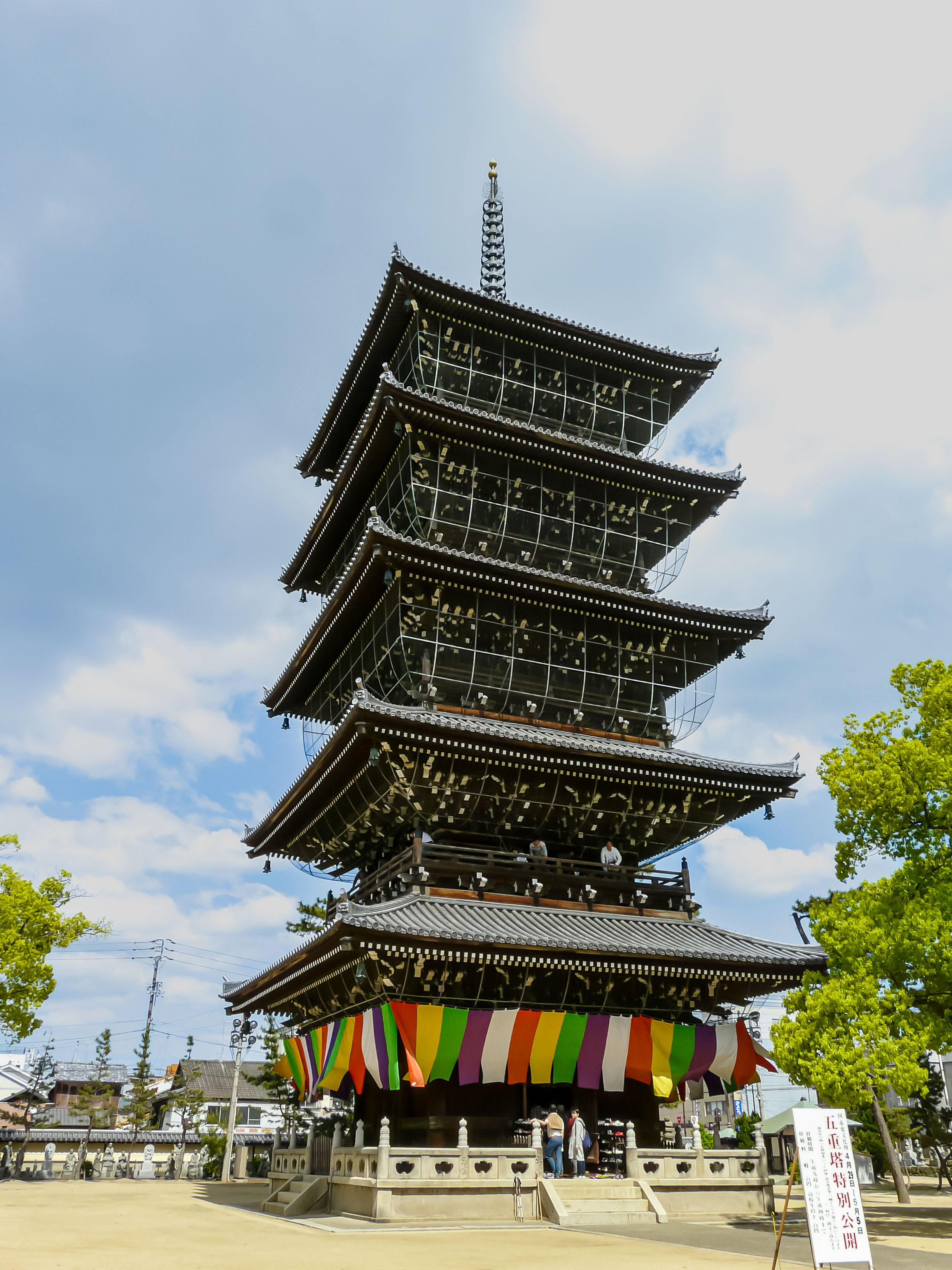
젠쓰지 탑
책사 탑(1913년, 카가와 현)책사 탑 (1913년, 카가와 현)
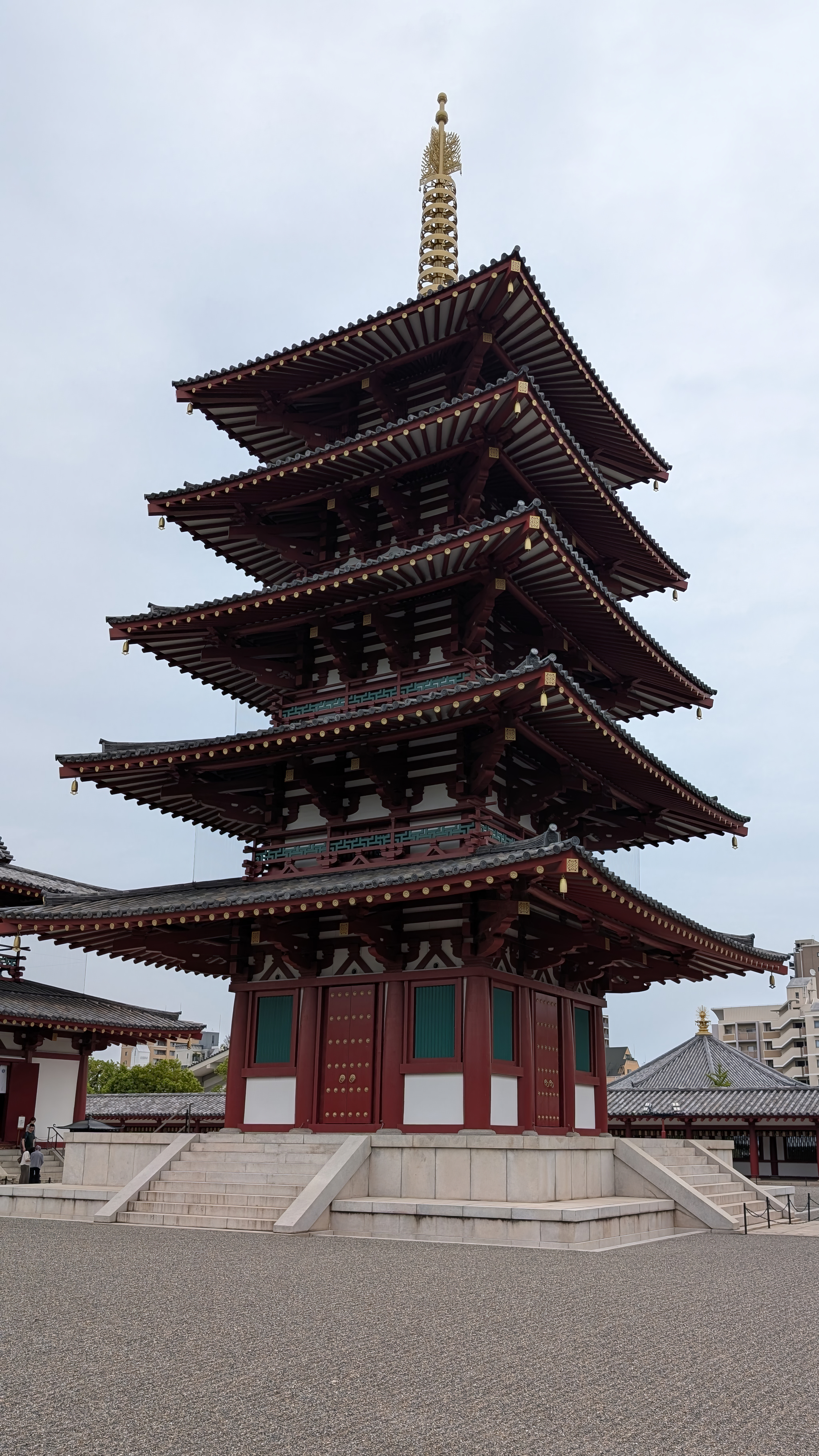
시텐노지 탑(1959년 오사카 부)시텐노지 탑 (1959년 오사카 부)
가와사키 다이시 중흥 탑(1984년 가나가와 현)가와사키 다이시 중흥 탑 (1984년 가나가와 현)
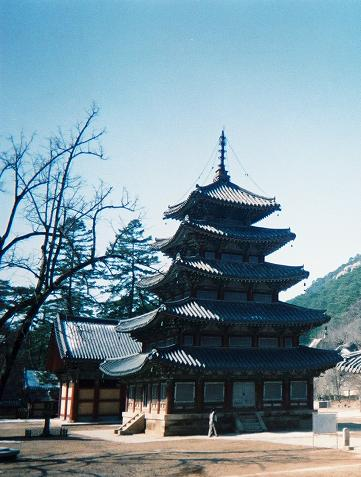
법주사 팔상전 (한국)
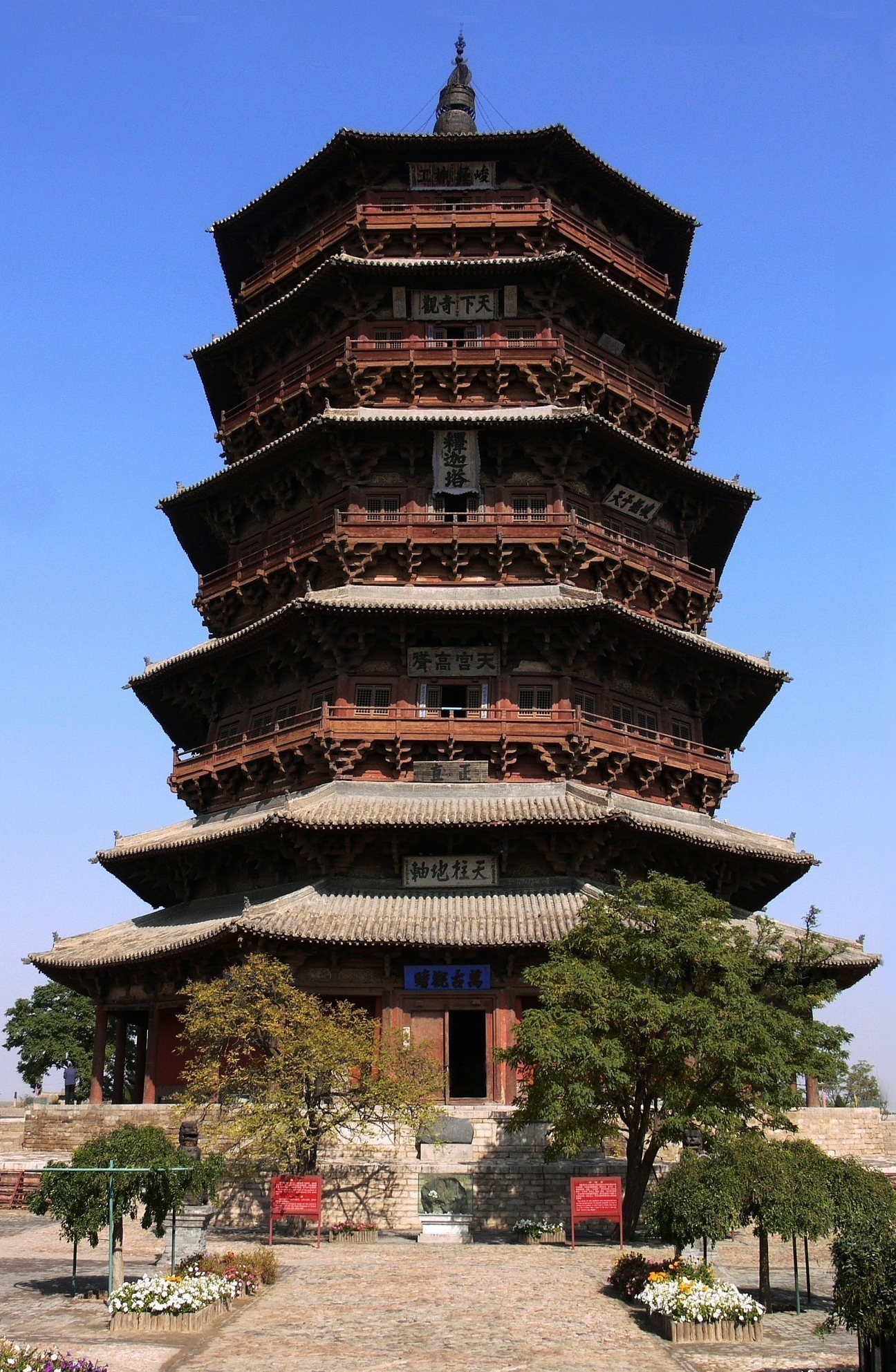
프랑스 미야데라 석가탑 (일단 현목 탑중국)

## 관련 항목 단지
- 불탑
- 삼 탑
- 다보탑
- 보탑
- 오륜탑
- 보협 인탑
- 파고다
- 서로 륜橖
- 보주
- 불탑 고사 18미코토